# Trebostovská dolina
Trebostovská dolina (pol. Dolina Trebostowska) – dolina w zachodniej (tzw. Luczańskiej) części Małej Fatry w Karpatach Zachodnich na Słowacji.

## Położenie
Dolina Trebostowska jest doliną walną. Leży po południowo-wschodniej stronie głównego grzbietu Luczańskiej Małej Fatry. Jej wylot do Kotliny Turczańskiej znajduje się na wysokości ok. 520 m n.p.m. na zach. od wsi Trebostovo w powiecie Martin. Górne zamknięcie doliny stanowi krótki fragment głównego grzbietu Luczańskiej Małej Fatry na odcinku od szczytu Kopy (1232 m n.p.m.) na pd.-zach. po szczyt Horná lúka (1299 m n.p.m.).
Od strony północno-wschodniej dolinę ogranicza grzbiet opadający od szczytu Hornéj lúki przez szczyty Ostré (1139 m n.p.m.) i Končiar (1164 m n.p.m.), natomiast od strony południowo-zachodniej – grzbiet opadający od szczytu w/wym. Kopy przez szczyty Zvadlivá (1061 m n.p.m.), Mladáče (950 m n.p.m.) i Macúrova (645 m n.p.m.).

## Charakterystyka
Poczynając od wylotu ta długa, wąska dolina wznosi się systematycznie prawie w linii prostej w kierunku północno-zachodnim. Ma długość ok. 6 km i maksymalną szerokość (od grzbietu do grzbietu) niespełna 2 km. Na całej długości spływa nią Trebostovský potok. Jej stoki są dość strome, bardzo słabo (zwłaszcza w dolnej części) rozczłonkowane. W górnej części Trebostovský potok otrzymuje zaledwie kilka krótkich dopływów. Cała dolina jest zalesiona. Od wsi Trebostovo aż po zamknięcie doliny na wysokości ok. 1000 m n.p.m. dnem doliny biegnie asfaltowa (w górnej części tylko bita) droga jezdna.

## Turystyka
Doliną nie biegnie żaden znakowany szlak turystyczny i z tego powodu jest ona rzadko odwiedzana przez turystów.